# Håkan Södergren (Yachtdesigner)
Håkan Södergren (* 1943) ist ein schwedischer Designer von Yachten. Er gründete 1972 die Firma Håkan Södergren Yacht Design in Stockholm. Er zeichnete Motor- als auch Segelyachten, sowohl für den Serienbau als auch für Einzelanfertigungen. Seine Modelle wurden hauptsächlich im skandinavischen Raum gebaut und verkauft. Er zeichnete bisher mehr als 200 verschiedene Modelle.
Viele seiner Segelboote sind auffallend schmal, schnell und dennoch vielseitig.
Nachdem er einige Jahre in den USA Motorboote konstruiert hatte, kehrte er nach Schweden zurück und konstruierte diverse neue Segelboote. Er war auch an der Entwicklung der paralympischen 2.4mR-Klasse beteiligt.

## Ausgewählte Designs
| Modell                            | Konstruktionsjahr |
| --------------------------------- | ----------------- |
| Athena 34                         | 1980              |
| Carrera Helmsman                  | 1978              |
| Cayenne Int                       | 1982              |
| CR 310                            | 1983              |
| Crown 39                          | 1984              |
| Degerö 35                         | 1985              |
| Finngulf 31                       | 1982              |
| Finngulf 33                       | 1988              |
| Finngulf 34                       | 1981              |
| Finngulf 36                       | 1987              |
| Finngulf 39                       | 1984              |
| Finngulf 391                      | 1984              |
| Hanse 331                         | 1997              |
| Helmsman 20                       | 1970-årene        |
| Helmsman 23                       | 1975              |
| Helmsman 26                       | 1970-årene        |
| Helmsman 31                       | 1975              |
| Helmsman 35                       | 1975              |
| Inferno 26 (Tabasco 26)           | 1984              |
| Inferno 28 (Finngulf 28/Saint 28) | 1985              |
| Inferno 29                        | 1982              |
| Inferno 31 (Crown 31)             | 1983              |
| Inferno 33                        |                   |
| International 2.4mR               |                   |
| Lady GT                           | 1976              |
| Lady Helmsman                     | 1975              |
| Lord Helmsman                     | 1977              |
| Murena 30                         | 1972              |
| My Helmsman 20                    | 1975              |
| Opus 35                           |                   |
| Queen                             |                   |
| Rivolta 90                        |                   |
| Saint 313                         |                   |
| Senorita Helmsman                 | 1977              |
| Serenade 44                       | 1994              |
| Siesta 32                         | 1981              |
| Sirena 38                         | 1981              |
| Sirena 44                         | 1984              |
| Swede Star 370                    | 2006              |
| Swede Star 410                    | 2007              |
| Swede 68                          | 2007/8            |
| Tarac                             | 2006              |
| Two Star 36                       | 1984              |
| Victory 42                        | 1980-årene        |
| Futura 31                         |                   |
| Flipper Futura                    | 1981              |
| Flipper 605                       |                   |
| Flipper 630                       |                   |
| Flipper 705                       |                   |
| Flipper 717C                      |                   |
| Flipper 717S                      |                   |
| Flipper 777                       |                   |
| Flipper 909                       |                   |
| J-Craft 40                        |                   |
| Rivolta 38 Coupe                  |                   |
| Uttern C66                        |                   |
| Vator 27                          |                   |